# Star Trek: Klingon
Star Trek: Klingon est un film interactif développé et édité par Simon & Schuster, sorti en 1996 sur Windows et Mac. Les segments filmés ont été réalisés par Jonathan Frakes.

## Accueil
- PC Team : 88 %[1]